# Колонија
Под колонијом у новом вијеку се подразумева територија изван подручја матичне државе који нема властиту политичку или привредну власт. Појам колонија је уско повезан с колонизацијом. Код колонизације се у суштини ради о насељавању земље. Отуда је колонија у ширем смислу ријечи скуп особа које живе изван свог подручја насељавања. Осим тога, у подручју политике постоји потпуна зависност од „земље матице“. Стварање колонија је најзначајнији инструмент ширења моћи империјалистичких држава.
Термин колонија потиче од староримске речи colonia, врсте римског насеља. Изведено од colon-us (фармер, култиватор, плантажер или насељеник), оно носи са собом осећај 'фарме' и 'земљишта'. Штавише, термин је коришћен да се односи на старију грчку apoikia (стгрч. ἀποικία), која је била прекоморско насеље древних грчких градова-држава. Град који је основао такво насеље постао је познат као његова метропола („мајка-град“). Од раног модерног времена, историчари, администратори и политиколози генерално користе термин „колонија“ да се односи углавном на многе различите прекоморске територије посебно европских држава између 15. и 20. века, са колонијализмом и деколонизацијом као кореспондирајућим феноменима.

## Савремени историјски примери
- Етиопија је била италијанска колонија од 1935. до 1941. Суверенитет је поново успостављен након статуса британског протектората 1947. године.[4]
- Хонгконг је био британска колонија (од 1983. Британска зависна територија) од 1841. до 1997. године. Сада је специјални административни регион Кине.
- Индонезија је била холандска колонија која се разликује у сваком региону, али је стекла пуну независност као цела нација 1949. године.[5]
- Малезија је првобитно колонизована од стране Португалског царства и обухвата Малаку.[6] После 1511, док је Португалско царство колонизовало Малезију, Британија оснива колоније и трговачке луке на Малајском полуострву; Пенанг је изнајмљен Британској источноиндијској компанији. Холандско царство је наишло на Малезију када је тражило зачине за трговину.[7]
- Филипини, који су раније били колонија Шпаније од око 1565[9] до 1898. као део Шпанске Источне Индије, били су колонија Сједињених Држава од 1898. до 1946. Постигли су статус самоуправног Комонвелта 1935, и независност 1946.
- Порторико је био колонија Шпаније од 1493. до 1898. године, када је прешао у колонијални посед Сједињених Држава,[10][11][12] при чену су их Сједињене Државе класификовале као „неинкорпорисану територију“.[13] Године 1914, Порторикански дом делегата је једногласно гласао за независност од Сједињених Држава, али је то одбацио амерички Конгрес као „неуставно“ и кршење америчког Форакеровог закона из 1900. године.[14] Године 1952, након што је Конгрес САД одобрио устав Порторика, његово формално име је постало „Комонвелт Порторика“, али његово ново име „није променило политички, друштвени и економски однос Порторика према Сједињеним Државама“.[15][16] Те године, Сједињене Државе су обавестиле Уједињене нације (УН) да је острво самоуправна територија.[17][а] Сједињене Државе нису биле „вољне да у јавности играју империјалну улогу... немају апетита да на јавни начин признају противречности имплицитне у стварној колонијалној владавини.”[20][б] Многи су острво назвали колонијом,[21] укључујући федералне судије САД,[22] конгресмене САД,[23][24] главног судију Врховног суда Порторика,[25] и бројне научнике.[26][в]
- Република Кина има сложену историју колонијалне владавине под различитим силама, укључујући Холандију (1624–1662), Шпанце (1626–1642), Кинезе (1683–1895) и Јапанце (1895–1945).[31] Преколонијални (пре 1624. године) становници Тајвана су етно-лингвистички аустронезијски тајвански аутохтони народи, а не велика већина данашњих Тајванаца, који су углавном етно-лингвистички Хан Кинези. Два пута кроз историју, Тајван је служио као квази крња држава за кинеске владе, прва инстанца је била Минг лојалистичка Краљевина Тунгнинг (1662–1683), а друга је данашња Република Кина (ROC), која званично тврди континуитет или сукцесију од Републике Кине (1912–1949), пошто се повукла из континенталне Кине на Тајван 1949. током последњих година Кинеског грађанског рата (1927–1949). ROC, чија се де факто територија готово у потпуности састоји од острва Тајван и његових мањих сателитских острва, наставља да влада Тајваном као да је одвојена земља од Народне Републике Кине (која се састоји од континенталне Кине, Хонгконга и Макаа) .
- Сједињене Државе су формиране из уније тринаест британских колонија. Колонија Вирџинија је била прва од тринаест колонија. Свих тринаест је прогласило независност у јулу 1776. и протерало британске гувернере.